# 手炉

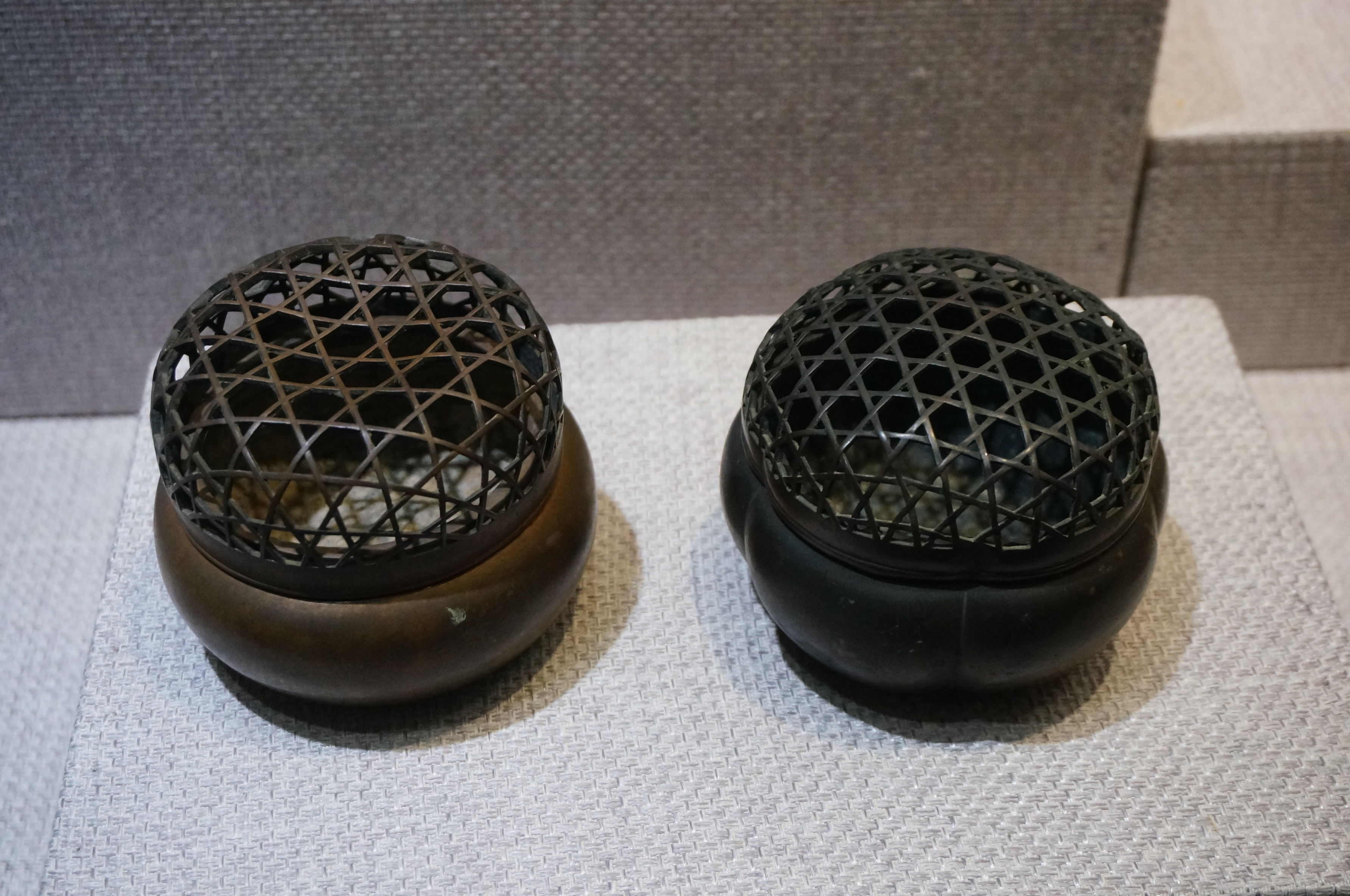
明代张鸣岐铜手炉，嘉兴博物馆藏。

手炉亦称袖炉、捧炉或火笼，为古代东亚地区冬天暖手用的小炉，可捧在手中或随身携带，多为铜制，其形状多为椭圆形或圆形，直径约半尺，部分带有提梁，盖上有许多小孔，内燃木炭、炭墼（用炭末捣制成的圆柱状燃料）、砻糠、锯末等。